# Salomo Luria

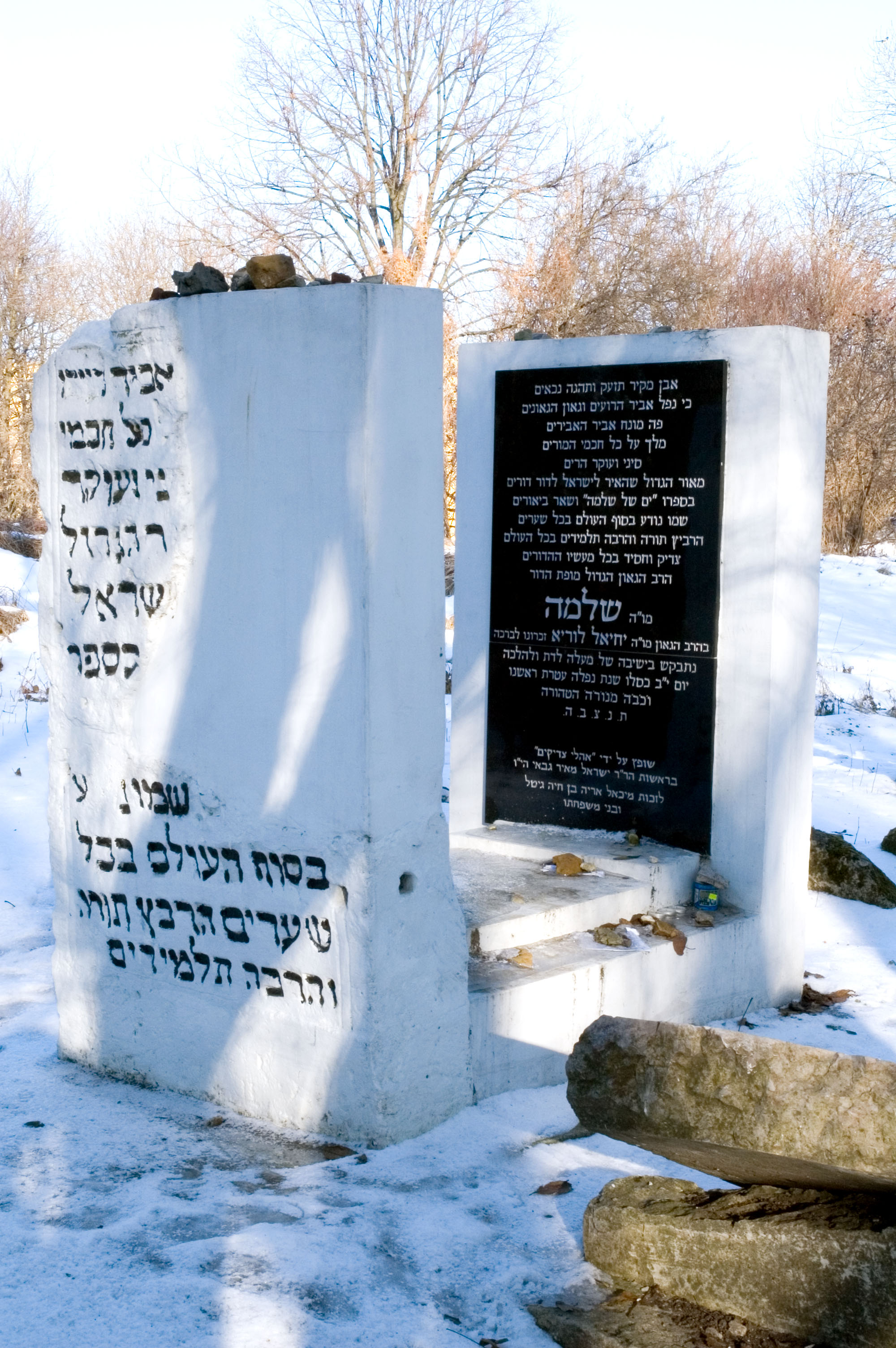
Erneuerter Grabstein des Maharschal auf dem alten jüdischen Friedhof in Lublin

Salomo ben Jechiel Luria (Salomon Luria, Salomo Luria von Lublin, Schlomo Luria, Akronym MahaRSchaL oder Raschal; * um 1510 in Brest-Litowsk oder Posen; gestorben am 7. November 1573 in Lublin) war ein jüdischer Gelehrter und eine rabbinische Autorität, hebräisch Posek (פּוֹסֵק), der späteren Periode, die als Acharonim (אַחֲרוֹנִים) bezeichnet werden.

## Leben
Luria, über dessen Leben wenig bekannt ist, entstammte einer jüdischen Gelehrtenfamilie aus Worms. Er wuchs in Posen auf und wurde von seinem Großvater mütterlicherseits Isaak Klauber unterrichtet. Er wirkte als Rabbiner und Vorsteher der Jeschiwa in Ostrog und Brest-Litowsk und danach in Lublin, wo er 1567 seine eigene Jeschiwa gründete.
Luria war bekannt als unabhängiger Denker, der in seinen Responsen vor Kritik an den Gelehrten seiner Zeit nicht zurückschreckte und seine eigene Methode der Gesetzesauslegung anwendete. Er vertrat eine dezidiert aschkenasische Haltung, lehnte den damals in Polen in den Jeschiwot praktizierten Pilpul strikte ab, ignorierte den kurz vorher erschienenen Schulchan Aruch und sprach sich gegen das Studium der Philosophie aus. Seine Kritik am Text der Talmudausgaben fand Eingang in die gedruckten Ausgaben des Babylonischen Talmuds, die seine Korrekturen mit abdrucken. 
Lurias Werke sind nur teilweise erhalten, so auch sein bekanntestes Werk, sein Talmudkommentar Jam Schel Schlomo, deutsch „Salomons Meer“ (erschienen ab 1616). Weitere Werke sind: die Glossen zum Talmudtext Chochmat Schlomo, deutsch „Salomons Weisheit“ (erschienen  1582 oder 1587), Amudei Schlomo, deutsch „Salomons Pfeiler“ (erschienen 1600) und andere. Seine bereits 1574/75 in Lublin veröffentlichten Responsen sind auch ein wichtiges Zeitzeugnis, das Aufschluss über die Kultur der Juden Litauens und Polens des 16. Jahrhunderts gibt.
Luria starb 1573 (nach anderen Quellen 1574) in Lublin. Zu seinen Ehren wurde die größte Synagoge der Stadt „Maharschal-Synagoge“ genannt.